# Carl Leonhard Reinhold
Carl Leonhard Reinhold, född 26 oktober 1758 i Wien, död 10 april 1823 i Kiel, var en österrikisk filosof, professor vid universiteten i Jena och Kiel, som verkade i övergången mellan upplysningen och den tyska idealismen. Reinhold bidrog betydligt till att introducera kantianismen i den tyskspråkiga världen.

## Biografi
Reinhold blev i mycket unga år novis i jesuitorden, och då denna förbjöds i Österrike, ingick han i ett barnabitkollegium i Wien, där han blev lärare i filosofi. Snart förde honom dock hans filosofiska studier så långt bort från kyrkoläran att han vid 25 års ålder flydde ur klostret. Han blev då medarbetare i Christoph Martin Wielands tidskrift Der Teutsche Merkur, där han bland annat skrev Briefe über die Kantische Philosophie (1786–1787), som i hög grad bidrog att göra Immanuel Kants lära bekant i vidare kretsar. 
Då han 1787 blivit professor i filosofi vid universitetet i Jena, slöt han sig till en början nära till den kantska filosofin. Men redan i sitt arbete Versuch einer neuen Theorie des menschlichen Vorstellungsvermögens (1789) gick han på vissa punkter utöver Kant. Särskilt sökte han övervinna den kantska motsättningen å ena sidan mellan sinnlighet och förstånd och å den andra mellan teoretiskt och praktiskt förnuft. Han saknar hos Kant en högsta grundsats som allt kan härledas ur, och tror sig ha funnit en sådan i "Satz des Bewusstseins" (satsen om medvetandet) som han formulerar i följande princip: "Föreställningen särskiljes i medvetandet från det föreställda och från den föreställda samt refereras på båda". Härur söker Reinhold härleda såväl teorin om det genom föremålen givna innehållet i medvetandet, som läran om de av subjektet spontant frambringade kunskapsformer som till enhet sammansluter den givna mångfalden. 
År 1793 flyttade Reinhold till Kiels universitet, där han verkade som professor till sin död. Då han hos Fichte fann sitt enhetssträvande ännu bättre tillgodosett än i sin egen föregående filosofi, anslöt han sig i Auswahl vermischter Schriften (1796) till dennes riktning, liksom han några år därefter påverkades av Christoph Gottfried Bardili och längre fram av Friedrich Heinrich Jacobi. Hans slutliga ståndpunkt utvecklas i Die alle Frage: was ist Wahrheit? (1820). 
Reinhold var i egenskap av professor lärare åt bland andra Novalis, Franz Paul von Herbert, Johann Benjamin Erhard, Friedrich Karl Forberg och Friedrich Immanuel Niethammer.
Standardbiografin över Reinhold skrevs (1825) av hans son Ernst Christian Gottlieb Reinhold.